# Dair Atiah
Dair Atiah (Arabisch ديرعطية) is een stad in Syrië, gelegen tussen de Qalamoun bergen en de Anti-Libanon, 88 kilometers (55 mijl) ten noorden van de hoofdstad Damascus en op de weg naar de stad Homs. De huidige populatie van Dair Atiah wordt geschat op ongeveer 29.254 mensen. .
Dair Atiah heeft een gematigd klimaat in de zomer en is koud in de winter als gevolg van de ligging van Dair Atiah op een hoogte van 1.250 meter (4100 voet) boven de zeespiegel.
De nabijheid van een woestijngebied, waar de gemiddelde neerslag niet hoger is dan 125 mm (4,9 in) per jaar, betekent dat de omgevingsomstandigheden samen met de arme grond niet voldoende middelen geven om de lokale bevolking economisch te ondersteunen. Vandaar dat de plaatselijke bewoners reizen of emigreren. [Bewerken] Veel bewoners emigreerden naar Amerika in het begin van de 20e eeuw, naar de landen van de Perzische Golf na het ontstaan van werkgelegenheid aldaar, en naar Oost-Azië.

## Landbouw
Boeren telen druiven, abrikozen, kersen, vijgen en ander fruit.
Dair Atiah profiteert van het grondwater uit de vallei.
Dair Atiah heeft een aantal windmolens (soms aangeduid als Air Wheels). De energie opgewekt door de molens wordt gebruikt om water uit diepe putten te pompen. De oorsprong van de molens is niet bekend, maar naar verluidt zijn ze al gedurende meer dan honderd jaar een belangrijke bron van energie om water op te pompen voor de landbouw. .

## Cultuur
Dair Atiah heeft een museum, een sportcentrum en een cultureel centrum.
In 2003 werd de eerste particuliere universiteit in Syrië, de Universiteit van Kalamoon, geopend in Dair Atiyah.
De bevolking van Dair Atiah weerspiegelt de religieuze diversiteit van Syrië, grotendeels bestaand uit moslims en christenen die sterke familierelaties tussen elkaar hebben opgebouwd.
In Dair Atiah wordt een hete drank genaamd Mate geconsumeerd, die Syrische expatriates uit Zuid-Amerika brachten en invoerden. De uitnodiging “Kom Mate drinken" is een typisch voorbeeld van de gastvrijheid van deze regio. De uitnodiging betekent niet alleen het drinken van een drankje, maar ook het gebruiken van een maaltijd.

## Geschiedenis van Dair Atiah
Historici verbinden de naam van deze stad met de Roemeense commandant Theodorus Paulus, wiens naam betekent "De God die geeft" (Arabisch: عطاء الله). Deze naam is gedurende meer dan duizend jaar doorgegeven aan opeenvolgende generaties in Dair Atiah.
Een aantal oude Romeinse kanalen kunnen worden gevonden in Yabrud , dicht bij Dair Atiah.

## Belangrijkste bezienswaardigheden

### Het Museum van Dair Atiah
Het Museum van Dair Atiah is een van de grootste en rijkste musea in Damascus’ buitenwijk, Reif Dimashq. Het bevat het erfgoed en de folklore van de regio.